# ひらけ!パンドラの箱 アンタッチャブるTV
『ひらけ!パンドラの箱 アンタッチャブるTV』（ひらけ!パンドラのはこ アンタッチャブるティーヴィー）および『アンタッチャブルの早速行ってみた』（アンタッチャブルのさっそくいってみた）は、2023年4月11日から2024年9月3日まで毎週火曜21:00 - 21:54(JST)に、関西テレビ制作・フジテレビ系列で放送されていたバラエティ番組。アンタッチャブルの冠番組である。

## 概要
本番組は、特別番組として放送されてきた『パンドラTV』をレギュラー化したもの。ただし、このタイトルでは韓国の動画サイトと名前が重複してしまうということで、アンタッチャブルの冠をつけた番組名となった。
一般的には触れてはいけないとされるもの=アンタッチャブルなものをあえて調査しにいくという内容。司会のアンタッチャブルにとって初のゴールデンレギュラー冠MC番組である。ロケに出向くのは基本MCのアンタッチャブルだが、もちろん他のゲストがロケに出向く企画もある。
2024年4月から、番組タイトルを『アンタッチャブルの早速行ってみた』に変更。『アンタッチャブるTV』で続けてきた世界の"ウソみたいなうわさ"を現地まで行って徹底調査する企画をメインに据えた番組にリニューアル。他にも"知られざるニッポン"を探す国内ロケ企画も行う。
2024年10月改編にて火曜21時台においてフジテレビ制作のドラマ枠が再開されるため、当番組は同年9月で1年半のレギュラー放送を終了。同時に、2015年4月開始の『食卓のぞき見バラエティ 潜入!ウワサの大家族』以降9年間にわたって編成されてきた関西テレビ制作による火曜21時枠は当番組をもって一旦途絶え、関西テレビ制作のゴールデン・プライムタイムでの全国ネット向けの番組枠は、月曜22時の連続ドラマ枠と火曜22時台のバラエティ枠の2枠となり、カンテレ制作枠の全国ネットは1枠返上となった。
2025年7月から当番組のYouTubeチャンネルで新撮のロケをメインにしたオリジナルコンテンツを配信している（毎週金曜19時に更新）。

## 出演者

### MC
- アンタッチャブル
  - 山崎弘也
  - 柴田英嗣

### その他
- ゲスト(スタジオ)
- 滝沢カレン(準レギュラー)
- 高地優吾(SixTONES）（日本の温泉レビューロケの時)
- スタッフ(海外レビューロケの時のアンタッチャブルの代わり)

## 放送リスト

### 特番『パンドラTV』
| # | 放送日         | パンドラの箱                                            | 調査員                                                | スタジオゲスト                                                               | 備考   |
| - | -------------- | ------------------------------------------------------- | ----------------------------------------------------- | ---------------------------------------------------------------------------- | ------ |
| 0 | 2020年10月5日  | 太陽の塔の地下に隠された謎事件                          | 山崎弘也（アンタッチャブル）                          |                                                                              | 予習SP |
| 0 | 2020年10月5日  | 梅田スカイビルに潜む地下動物園                          | 山崎弘也（アンタッチャブル）                          |                                                                              | 予習SP |
| 0 | 2020年10月5日  | 自称日本一大きいお好み焼き                              | 村瀬哲史                                              |                                                                              | 予習SP |
| 0 | 2020年10月5日  | 宇治茶にまつわるパンドラの箱                            | 草間リチャード敬太（Aぇ!group） 末澤誠也（Aぇ!group） |                                                                              | 予習SP |
| 1 | 2020年10月6日  | 自称日本一大きいたこ焼き                                | 村瀬哲史                                              | 高橋ユウ 中間淳太（ジャニーズWEST） 松本穂香 岡田圭右（ますだおかだ）        |        |
| 1 | 2020年10月6日  | 自称日本一高い蕎麦                                      | 山崎弘也（アンタッチャブル）                          | 高橋ユウ 中間淳太（ジャニーズWEST） 松本穂香 岡田圭右（ますだおかだ）        |        |
| 1 | 2020年10月6日  | 自称日本一高い駅弁                                      | 山崎弘也（アンタッチャブル）                          | 高橋ユウ 中間淳太（ジャニーズWEST） 松本穂香 岡田圭右（ますだおかだ）        |        |
| 1 | 2020年10月6日  | 自称日本一ドロドロなラーメン                            | ティモンディ                                          | 高橋ユウ 中間淳太（ジャニーズWEST） 松本穂香 岡田圭右（ますだおかだ）        |        |
| 1 | 2020年10月6日  | 6億円の大豪邸に潜入!                                    | 柴田英嗣（アンタッチャブル）                          | 高橋ユウ 中間淳太（ジャニーズWEST） 松本穂香 岡田圭右（ますだおかだ）        |        |
| 1 | 2020年10月6日  | 神戸大学開かずの扉の先に隠された地下迷宮                | 柴田英嗣（アンタッチャブル）                          | 高橋ユウ 中間淳太（ジャニーズWEST） 松本穂香 岡田圭右（ますだおかだ）        |        |
| 1 | 2020年10月6日  | ユニバーサル・スタジオ・ジャパンの巨大地下帝国          | 草間リチャード敬太（Aぇ!group） 末澤誠也（Aぇ!group） | 高橋ユウ 中間淳太（ジャニーズWEST） 松本穂香 岡田圭右（ますだおかだ）        |        |
| 1 | 2020年10月6日  | 門真市の商店街にライオンがいた?                         | 柴田英嗣（アンタッチャブル)                           | 高橋ユウ 中間淳太（ジャニーズWEST） 松本穂香 岡田圭右（ますだおかだ）        |        |
| 1 | 2020年10月6日  | 将来のメダリスト!?京都の天才卓球少女                    | ラランド                                              | 高橋ユウ 中間淳太（ジャニーズWEST） 松本穂香 岡田圭右（ますだおかだ）        |        |
| 1 | 2020年10月6日  | 大阪・枚方市の天才!超高速スピン少女                     | ラランド                                              | 高橋ユウ 中間淳太（ジャニーズWEST） 松本穂香 岡田圭右（ますだおかだ）        |        |
| 1 | 2020年10月6日  | FCバルセロナが熱視線を送る西宮のメッシ                  | ラランド                                              | 高橋ユウ 中間淳太（ジャニーズWEST） 松本穂香 岡田圭右（ますだおかだ）        |        |
| 1 | 2020年10月6日  | 通天閣が東京の日立に乗っ取られ疑惑                      | 草間リチャード敬太（Aぇ!group） 末澤誠也（Aぇ!group） | 高橋ユウ 中間淳太（ジャニーズWEST） 松本穂香 岡田圭右（ますだおかだ）        |        |
| 2 | 2021年6月29日  | 日本海軍の金庫の中には何が!?お宝?見たら危ないモノ?      | アルコ&ピース                                         | 出川哲朗 滝沢カレン カズレーザー（メイプル超合金） サーヤ（ラランド） ぺこぱ |        |
| 2 | 2021年6月29日  | 金剛山ライブカメラのヤバすぎる人影!                     | 草間リチャード敬太（Aぇ!group） 末澤誠也（Aぇ!group） | 出川哲朗 滝沢カレン カズレーザー（メイプル超合金） サーヤ（ラランド） ぺこぱ |        |
| 2 | 2021年6月29日  | 家の近所の"アレ"って本当に爆弾?                         | ラランド                                              | 出川哲朗 滝沢カレン カズレーザー（メイプル超合金） サーヤ（ラランド） ぺこぱ |        |
| 2 | 2021年6月29日  | 突撃!超低評価のお宿                                     | アンタッチャブル                                      | 出川哲朗 滝沢カレン カズレーザー（メイプル超合金） サーヤ（ラランド） ぺこぱ |        |
| 2 | 2021年6月29日  | 成田空港滑走路のポツンと一軒家                          | ぺこぱ                                                | 出川哲朗 滝沢カレン カズレーザー（メイプル超合金） サーヤ（ラランド） ぺこぱ |        |
| 3 | 2021年12月28日 | 深海に潜む新種の凶暴モンスター捕獲大作戦                | 春日俊彰（オードリー） 平坂寛                         | ぺこぱ ヒロミ 滝沢カレン 澤部佑（ハライチ） ヒコロヒー                       |        |
| 3 | 2021年12月28日 | 暴け！最恐心霊スポット怪奇音の正体                      | ぺこぱ                                                | ぺこぱ ヒロミ 滝沢カレン 澤部佑（ハライチ） ヒコロヒー                       |        |
| 3 | 2021年12月28日 | NG事項が多すぎるラーメン店                              | アンタッチャブル                                      | ぺこぱ ヒロミ 滝沢カレン 澤部佑（ハライチ） ヒコロヒー                       |        |
| 3 | 2021年12月28日 | 突撃！超低評価のお宿                                    | アンタッチャブル                                      | ぺこぱ ヒロミ 滝沢カレン 澤部佑（ハライチ） ヒコロヒー                       |        |
| 3 | 2021年12月28日 | 日本に危険が!?謎の気球の正体は?                         | TAIGA                                                 | ぺこぱ ヒロミ 滝沢カレン 澤部佑（ハライチ） ヒコロヒー                       |        |
| 3 | 2021年12月28日 | 東京コインロッカー年末一斉調査 開かずの扉には一体何が!? | 阿部祐二 アルコ&ピース                                | ぺこぱ ヒロミ 滝沢カレン 澤部佑（ハライチ） ヒコロヒー                       |        |
| 4 | 2022年5月29日  | 何をしても全額タダ!?京都の謎テーマパーク                | アンタッチャブル                                      | 平子祐希（アルコ&ピース） 田中卓志（アンガールズ） 佐藤栞里                  |        |
| 4 | 2022年5月29日  | 暴け！謎の水没集落の正体                                | 平子祐希                                              | 平子祐希（アルコ&ピース） 田中卓志（アンガールズ） 佐藤栞里                  |        |

### ひらけ!パンドラの箱 アンタッチャブるTV
| #  | 放送日   | パンドラの箱                                      | 調査員 | スタジオゲスト | 備考                           |
| -- | -------- | ------------------------------------------------- | --- | --- | ------------------------------ |
| 1  | 4月11日  | 突撃！超低評価のお宿                              | アンタッチャブル | 田中卓志（アンガールズ） 滝沢カレン バカリズム 末澤誠也（Aぇ!group） 草間リチャード敬太（Aぇ!group）               | 初回2時間SP (21:00 - 22:48)    |
| 1  | 4月11日  | 超高級住宅街の謎                                  | アンタッチャブル | 田中卓志（アンガールズ） 滝沢カレン バカリズム 末澤誠也（Aぇ!group） 草間リチャード敬太（Aぇ!group）               | 初回2時間SP (21:00 - 22:48)    |
| 2  | 4月18日  | ミサイルを作る!?超危険な電気店                    | 滝沢カレン 平子祐希（アルコ&ピース） | 河井ゆずる（アインシュタイン） 近藤春菜（ハリセンボン） 滝沢カレン 田中卓志（アンガールズ）                        |                                |
| 2  | 4月18日  | 客に厳しすぎる!?絶品ラーメン店                    | | 河井ゆずる（アインシュタイン） 近藤春菜（ハリセンボン） 滝沢カレン 田中卓志（アンガールズ）                        |                                |
| 2  | 4月18日  | 低評価な街のシンボル調査                          | アンタッチャブル | 河井ゆずる（アインシュタイン） 近藤春菜（ハリセンボン） 滝沢カレン 田中卓志（アンガールズ）                        |                                |
| 3  | 4月25日  | 突撃！超低評価のお宿                              | アンタッチャブル | 井口浩之（ウエストランド） 岡田圭右（ますだおかだ） 小峠英二（バイきんぐ） 滝沢カレン                              |                                |
| 3  | 4月25日  | メッセージで覆い尽くされた謎の店                  | 滝沢カレン 平子祐希（アルコ&ピース） | 井口浩之（ウエストランド） 岡田圭右（ますだおかだ） 小峠英二（バイきんぐ） 滝沢カレン                              |                                |
| 4  | 5月2日   | わが町自虐レビュー 阿佐ヶ谷編                     | ウエストランド | 井口浩之（ウエストランド） 井桁弘恵 菊池風磨（Sexy Zone） 小杉竜一（ブラックマヨネーズ） 滝沢カレン                |                                |
| 4  | 5月2日   | エンドレス攻撃が続くとんかつ店                    | アンタッチャブル | 井口浩之（ウエストランド） 井桁弘恵 菊池風磨（Sexy Zone） 小杉竜一（ブラックマヨネーズ） 滝沢カレン                |                                |
| 5  | 5月9日   | 大阪の新名所!SNSでバズりまくる西成の歌姫          | アンタッチャブル | 小木博明（おぎやはぎ） 小杉竜一（ブラックマヨネーズ） 滝沢カレン 中村倫也                                          |                                |
| 5  | 5月9日   | 東京の街は本当に綺麗なのか 渋谷編                 | 尾形貴弘（パンサー） 西島永悟（シンガリ） 佐助 しまぞうZ（キャベツ確認中） 赤羽健壱（サルゴリラ） 根建太一（囲碁将棋） ピーチ（かたつむり） イチキップリン りゅーじ（チャッピー。） | 小木博明（おぎやはぎ） 小杉竜一（ブラックマヨネーズ） 滝沢カレン 中村倫也                                          |                                |
| 6  | 5月16日  | 何をしても全額タダ!?京都の謎テーマパーク          | アンタッチャブル | 岡田圭右（ますだおかだ） 小峠英二（バイきんぐ） 滝沢カレン 向井康二（Snow Man）                                    |                                |
| 7  | 5月23日  | 突撃！超低評価のお宿                              | アンタッチャブル | 小木博明(おぎやはぎ) 末澤誠也（Aぇ!group） 滝沢カレン ハライチ                                                     |                                |
| 8  | 5月30日  | 東京・芝公園内にある超高級物件                    | アンタッチャブル 井口浩之（ウエストランド） 齊藤京子（日向坂46） | 井口浩之（ウエストランド） 河井ゆずる（アインシュタイン） 齊藤京子（日向坂46） 滝沢カレン 田中卓志（アンガールズ） |                                |
| 8  | 5月30日  | 喫茶店に見えない謎の店                            | アンタッチャブル | 井口浩之（ウエストランド） 河井ゆずる（アインシュタイン） 齊藤京子（日向坂46） 滝沢カレン 田中卓志（アンガールズ） |                                |
| 9  | 6月6日   | 突撃!低評価のお宿                                 | アンタッチャブル | 小木博明（おぎやはぎ） 滝沢カレン 田中卓志（アンガールズ） 若槻千夏                                                |                                |
| 10 | 6月13日  | 二刀流の洋菓子店                                  | アンタッチャブル | 滝沢カレン 西畑大吾（なにわ男子） バカリズム ヒコロヒー                                                            |                                |
| 10 | 6月13日  | ルールが超厳しいカレー店                          | | 滝沢カレン 西畑大吾（なにわ男子） バカリズム ヒコロヒー                                                            |                                |
| 10 | 6月13日  | まずいと自虐の破天荒パン店                        | アンタッチャブル | 滝沢カレン 西畑大吾（なにわ男子） バカリズム ヒコロヒー                                                            |                                |
| 11 | 6月27日  | デヴィ夫人共演NGの謎(小木博明)                    | | 岩崎大昇（美 少年 / ジャニーズJr.） 王林 小峠英二（バイきんぐ） 滝沢カレン バカリズム                              |                                |
| 11 | 6月27日  | 健康ランドで洋服買う人いる?問題(バカリズム)       | | 岩崎大昇（美 少年 / ジャニーズJr.） 王林 小峠英二（バイきんぐ） 滝沢カレン バカリズム                              |                                |
| 11 | 6月27日  | 青森利きりんご問題(王林)                          | | 岩崎大昇（美 少年 / ジャニーズJr.） 王林 小峠英二（バイきんぐ） 滝沢カレン バカリズム                              |                                |
| 11 | 6月27日  | 占い師が思う一番当たる占い師（近藤春菜）          | | 岩崎大昇（美 少年 / ジャニーズJr.） 王林 小峠英二（バイきんぐ） 滝沢カレン バカリズム                              |                                |
| 11 | 6月27日  | 消えた名店の謎（井口浩之）                        | 井口浩之（ウエストランド） | 岩崎大昇（美 少年 / ジャニーズJr.） 王林 小峠英二（バイきんぐ） 滝沢カレン バカリズム                              |                                |
| 11 | 6月27日  | 玄関用・トイレ用など芳香剤の違いは何?（岡田圭右） | | 岩崎大昇（美 少年 / ジャニーズJr.） 王林 小峠英二（バイきんぐ） 滝沢カレン バカリズム                              |                                |
| 12 | 7月11日  | 突撃！低評価のお宿                                | 滝沢カレン 平子祐希（アルコ&ピース） | ジェシー（SixTONES) 滝沢カレン ヒコロヒー 平子祐希（アルコ&ピース）                                                |                                |
| 13 | 7月18日  | 香港の光と闇                                      | アンタッチャブル | 秋元真夏 小峠英二（バイきんぐ） 滝沢カレン 田中卓志（アンガールズ） 錦鯉                                           | 2時間SP (21:00 - 22:48)        |
| 13 | 7月18日  | カルロス・ゴーンを追え!                           | 高野正成（きしたかの） | 秋元真夏 小峠英二（バイきんぐ） 滝沢カレン 田中卓志（アンガールズ） 錦鯉                                           | 2時間SP (21:00 - 22:48)        |
| 14 | 7月25日  | 世界最高峰!高級住宅街in香港                       | アンタッチャブル | 秋元真夏 伊集院光 滝沢カレン 田中卓志（アンガールズ） 若槻千夏                                                     |                                |
| 15 | 8月1日   | 客が儲かるうどん店                                | アンタッチャブル | 秋元真夏 井口浩之（ウエストランド） 滝沢カレン 田中卓志（アンガールズ） 生見愛瑠                                   |                                |
| 15 | 8月1日   | わが町虐待レビューin浦和                          | ウエストランド | 秋元真夏 井口浩之（ウエストランド） 滝沢カレン 田中卓志（アンガールズ） 生見愛瑠                                   |                                |
| 16 | 8月8日   | 客をばとう会員制の中華料理店                      | アンタッチャブル | 滝沢カレン 生見愛瑠 ハライチ                                                                                       |                                |
| 16 | 8月8日   | 新宿で288円定食の飲食店                           | アンタッチャブル | 滝沢カレン 生見愛瑠 ハライチ                                                                                       |                                |
| 17 | 8月15日  | 滝沢カレンのお化けと仲良くなりたい                | 滝沢カレン 平子祐希（アルコ&ピース） | 滝沢カレン 田中卓志（アンガールズ） 平子祐希（アルコ&ピース） ゆうちゃみ                                           |                                |
| 17 | 8月15日  | 尾形軍団VS渋谷の壁                                | 尾形貴弘（パンサー） 赤羽健壱（サルゴリラ） イチキップリン 佐助 しまぞう（キャベツ確認中） 西島永悟（シンガリ） 根建太一（囲碁将棋） ピーチ（かたつむり） りゅーじ（チャッピー。）  | 滝沢カレン 田中卓志（アンガールズ） 平子祐希（アルコ&ピース） ゆうちゃみ                                           |                                |
| 18 | 8月29日  | 謎の組み合わせ!網走産魚介スイーツ                 | アンタッチャブル 矢作兼（おぎやはぎ） | カズレーザー（メイプル超合金） 岸優太 滝沢カレン 平子祐希（アルコ&ピース） 矢本悠馬                                |                                |
| 18 | 8月29日  | 人が殺到する 謎の無人駅                           | アンタッチャブル 矢作兼（おぎやはぎ） | カズレーザー（メイプル超合金） 岸優太 滝沢カレン 平子祐希（アルコ&ピース） 矢本悠馬                                |                                |
| 18 | 8月29日  | 突撃!低評価のお宿in北海道・網走                   | アンタッチャブル 矢作兼（おぎやはぎ） | カズレーザー（メイプル超合金） 岸優太 滝沢カレン 平子祐希（アルコ&ピース） 矢本悠馬                                |                                |
| 19 | 9月5日   | アンタッチャブルの沖縄大冒険                      | アンタッチャブル 藤本敏史(FUJIWARA) | 小杉竜一（ブラックマヨネーズ） 滝沢カレン バカリズム 林遣都                                                        |                                |
| 20 | 9月12日  | 沖縄：禁足地「アーヂ島」に潜入                    | 山崎弘也（アンタッチャブル） 藤本敏史（FUJIWARA） | 小杉竜一（ブラックマヨネーズ） 白濱亜嵐（GENERATIONS from EXILE TRIBE） 滝沢カレン 町田啓太 みちょぱ               |                                |
| 20 | 9月12日  | アイスランド：絶海に浮かぶ狐島の一軒家            | 高野正成（きしたかの） | 小杉竜一（ブラックマヨネーズ） 白濱亜嵐（GENERATIONS from EXILE TRIBE） 滝沢カレン 町田啓太 みちょぱ               |                                |
| 20 | 9月12日  | 東京・上野：博物館横の荘厳な謎の扉                | アンタッチャブル | 小杉竜一（ブラックマヨネーズ） 白濱亜嵐（GENERATIONS from EXILE TRIBE） 滝沢カレン 町田啓太 みちょぱ               |                                |
| 21 | 9月19日  | 尾形軍団VS悪質桃の移動販売車                      | 尾形貴弘（パンサー） 西島永悟（シンガリ） ピーチ（かたつむり） 佐助 しまぞうZ（キャベツ確認中） イチキップリン りゅーじ（チャッピー。）                                             | 髙地優吾（SixTONES） 滝沢カレン 田中卓志（アンガールズ） 森田哲矢（さらば青春の光）                                |                                |
| 21 | 9月19日  | なぜそこに!?崖の上にポツンと赤い車                | 尾形貴弘（パンサー） 佐助 イチキップリン 宮近海斗（Travis Japan） 松田元太（Travis Japan）                                                                                          | 髙地優吾（SixTONES） 滝沢カレン 田中卓志（アンガールズ） 森田哲矢（さらば青春の光）                                |                                |
| 22 | 10月3日  | ワールドアニマルツアーinタイ                      | アンタッチャブル | 小峠英二（バイきんぐ） 滝沢カレン 田中卓志（アンガールズ） 波瑠                                                    |                                |
| 23 | 10月17日 | 税金0円!学費0円!医療費ほぼタダ!超金持ち国ブルネイ | アンタッチャブル | 春日俊彰（オードリー） ギャル曽根 滝沢カレン 本田仁美（AKB48） 森田哲矢（さらば青春の光）                          | 20分繰り下げ （21:20 - 22:12） |
| 24 | 10月24日 | 台湾夜市の光と闇                                  | アンタッチャブル 相武紗季 | 大久保佳代子（オアシズ） 滝沢カレン 錦鯉 松村沙友理                                                                |                                |
| 25 | 10月31日 | 行き当たりばったり謎探し in 伊豆大島              | アンタッチャブル 数原龍友（GENERATIONS from EXILE TRIBE） セントチヒロ・チッチ | 岡田圭右（ますだおかだ） 白濱亜嵐（GENERATIONS from EXILE TRIBE） 滝沢カレン 福田麻貴（3時のヒロイン）             |                                |
| 26 | 11月7日  | わが町パンドラ調査in佐賀                          | カンニング竹山 一ノ瀬ワタル | 小峠英二（バイきんぐ） 沢村一樹 滝沢カレン 田中卓志（アンガールズ） 松本まりか 優木まおみ                          |                                |
| 27 | 11月14日 | メインが肉じゃないステーキ店                      | アンタッチャブル 岩田剛典（三代目 J Soul Brothers from EXILE TRIBE） 磯村勇斗 | 王林 滝沢カレン 田中卓志（アンガールズ） 吉村崇（平成ノブシコブシ）                                                |                                |
| 27 | 11月14日 | メニュー100超えの激盛り町中華                     | アンタッチャブル 岩田剛典（三代目 J Soul Brothers from EXILE TRIBE） 磯村勇斗 | 王林 滝沢カレン 田中卓志（アンガールズ） 吉村崇（平成ノブシコブシ）                                                |                                |
| 28 | 11月21日 | ヤバうまダンジョングルメin大阪                    | アンタッチャブル | 滝沢カレン 田中卓志（アンガールズ） なすなかにし 山本彩                                                            |                                |
| 28 | 11月21日 | 大阪は本当にキレイ?                               | マシンガンズ 黒川忠文(アンバランス) 松崎克俊 神宮寺しし丸 センチネル 和賀勇介 さすらいラビー                                                                                        | 滝沢カレン 田中卓志（アンガールズ） なすなかにし 山本彩                                                            |                                |
| 29 | 11月28日 | 尾形軍団VS廃材山積みトラック                      | 尾形貴弘（パンサー） 西島永吾（シンガリ） 佐助 ピーチ（かたつむり） イチキップリン りゅーじ（チャッピー。） しまぞうZ（キャベツ確認中）                                             | 伊集院光 滝沢カレン 田中卓志（アンガールズ） ハシヤスメ・アツコ みちょぱ                                           |                                |
| 29 | 11月28日 | 西村軍団VS悪徳詐欺師 ニセ僧侶                     | 西村瑞樹（バイきんぐ） 野田ちゃん 宮武ぜんた 松本りんす（だーりんず） 本間キッド（や団）                                                                                            | 伊集院光 滝沢カレン 田中卓志（アンガールズ） ハシヤスメ・アツコ みちょぱ                                           |                                |
| 29 | 11月28日 | 無許可で植えたバナナの木                          | | 伊集院光 滝沢カレン 田中卓志（アンガールズ） ハシヤスメ・アツコ みちょぱ                                           |                                |
| 30 | 12月5日  | 尾形軍団VS因縁の渋谷                              | 尾形貴弘（パンサー） 西島永吾（シンガリ） 佐助 根建太一（囲碁将棋） ピーチ（かたつむり） イチキップリン りゅーじ（チャッピー。） 益田康平（カゲヤマ）                               | 小森隼（GENERATIONS from EXILE TRIBE） 滝沢カレン マヂカルラブリー 若槻千夏                                        |                                |
| 30 | 12月5日  | 東京板橋・超極細物件                              | アンタッチャブル | 小森隼（GENERATIONS from EXILE TRIBE） 滝沢カレン マヂカルラブリー 若槻千夏                                        |                                |
| 31 | 12月12日 | 地元のパンドラ調査in京都                          | アンタッチャブル 滝沢カレン | 河井ゆずる（アインシュタイン） 滝沢カレン 田中卓志（アンガールズ） 堀未央奈                                        |                                |
| 32 | 12月19日 | 企業向上おせっかいクイズ：スシロー編              | アンタッチャブル 館山聖奈（カンテレアナウンサー） | 春日俊彰（オードリー） 滝沢カレン 千原ジュニア（千原兄弟） 松本穂香                                                |                                |
| 32 | 12月19日 | 日本全国謎レビュー店調査                          | | 春日俊彰（オードリー） 滝沢カレン 千原ジュニア（千原兄弟） 松本穂香                                                |                                |

| #  | 放送日  | パンドラの箱                               | 調査員 | スタジオゲスト                                                                                    | 備考 |
| -- | ------- | ------------------------------------------ | --- | ------------------------------------------------------------------------------------------------- | ---- |
| 33 | 1月9日  | 行き当たりばったり不思議探しツアーin宮島   | アンタッチャブル 中条あやみ 戸塚純貴 | -                                                                                                 |      |
| 34 | 1月16日 | 行き当たりばったり不思議探しツアーin屋久島 | アンタッチャブル 香取慎吾 | -                                                                                                 |      |
| 35 | 1月23日 | 行き当たりばったり不思議探しツアーin屋久島 | アンタッチャブル 香取慎吾 | -                                                                                                 |      |
| 36 | 1月30日 | オランダ 世界一クレイジーな大晦日          | 高野正成（きしたかの） | 小森隼（GENERATIONS frlom EXILETRIBE） 滝沢カレン 田中卓志（アンガールズ） 生見愛瑠 ヒコロヒー    |      |
| 36 | 1月30日 | 超極寒!オランダの激ヤバ正月フェス          | 高野正成（きしたかの） | 小森隼（GENERATIONS frlom EXILETRIBE） 滝沢カレン 田中卓志（アンガールズ） 生見愛瑠 ヒコロヒー    |      |
| 36 | 1月30日 | 尾形軍団VS因縁の渋谷                       | 尾形貴弘（パンサー） 西島永悟 佐助 しまぞうZ ピーチ（かたつむり） イチキップリン りゅーじ（チャッピー。） 元気 渡瀬瑞基 たかし（トレンディエンジェル） 益田康平（カゲヤマ） 根建太一（囲碁将棋） | 小森隼（GENERATIONS frlom EXILETRIBE） 滝沢カレン 田中卓志（アンガールズ） 生見愛瑠 ヒコロヒー    |      |
| 37 | 2月6日  | 日本全国謎レビュー店調査in北海道           | 大友花恋 野性爆弾 | 滝沢カレン 田中卓志（アンガールズ） 生見愛瑠 ヒコロヒー くっきー!（野性爆弾）                     |      |
| 38 | 2月13日 | 日本全国謎レビュー店調査 グルメ編          | アンタッチャブル 土屋太鳳 森泉 | 小杉竜一（ブラックマヨネーズ） 末澤誠也（Aぇ!group） 滝沢カレン 田中卓志（アンガールズ） 若槻千夏 |      |
| 39 | 2月20日 | 突撃！低評価のお宿                         | アンタッチャブル 平愛梨 | 伊集院光 滝沢カレン ハライチ 弓木奈於（乃木坂46）                                                 |      |
| 40 | 2月27日 | 特殊スクール潜入捜査in横須賀               | アンタッチャブル 滝沢カレン | -                                                                                                 |      |
| 41 | 3月5日  | 石原良純プレゼン旅in逗子・葉山             | アンタッチャブル 石原良純 | -                                                                                                 |      |
| 42 | 3月12日 | 日本全国謎レビュー店 日本全国一斉調査!     | 尾形貴弘（パンサー） 佐助 しまぞうZ（キャベツ確認中） 西島永悟 | 石原良純 影山優佳 滝沢カレン 田中卓志（アンガールズ）                                             |      |
| 43 | 3月19日 | 26年ぶりに集結!GTO同窓会                   | 反町隆史 山崎裕太 窪塚洋介 小栗旬 トム・ブラウン | くっきー!（野性爆弾） 滝沢カレン 峯岸みなみ 八木莉可子 山崎裕太                                   |      |

### アンタッチャブルの早速行ってみた
| #  | 放送日  | 謎レビュー                                                   | ロケ出演者                                                       | スタジオゲスト                                                      | 備考                           |
| -- | ------- | ------------------------------------------------------------ | ---------------------------------------------------------------- | ------------------------------------------------------------------- | ------------------------------ |
| 44 | 4月9日  | 中国：地上2階、地下15階建ての名門ホテル                      |                                                                  | 陣内智則 杉咲花 滝沢カレン                                          |                                |
| 44 | 4月9日  | インド：初見殺しの飲み物・腕白過ぎるカレー                   |                                                                  | 陣内智則 杉咲花 滝沢カレン                                          |                                |
| 44 | 4月9日  | アメリカ：砂漠に見えないホテル                               |                                                                  | 陣内智則 杉咲花 滝沢カレン                                          |                                |
| 44 | 4月9日  | 韓国：謎過ぎるサウナのローカルルール                         | アンタッチャブル                                                 | 陣内智則 杉咲花 滝沢カレン                                          |                                |
| 45 | 4月16日 | アメリカ：超巨大デリバリーフード                             |                                                                  | 京本大我（SixTONES） 滝沢カレン 吉村崇（平成ノブシコブシ）          |                                |
| 45 | 4月16日 | 中国：夜市で石を焼いて食べていた                             |                                                                  | 京本大我（SixTONES） 滝沢カレン 吉村崇（平成ノブシコブシ）          |                                |
| 45 | 4月16日 | インド：世界1位のホテルは王様の自宅だった                    |                                                                  | 京本大我（SixTONES） 滝沢カレン 吉村崇（平成ノブシコブシ）          |                                |
| 45 | 4月16日 | 韓国：日本愛が強すぎるグルメ街                               | アンタッチャブル                                                 | 京本大我（SixTONES） 滝沢カレン 吉村崇（平成ノブシコブシ）          |                                |
| 46 | 4月23日 | GW最注目!北陸新幹線延伸 福井日帰りせっかち旅                 | アンタッチャブル 石原良純                                        | -                                                                   |                                |
| 47 | 4月30日 | フランス：アルプス山頂の激こわ展望台                         |                                                                  | 小峠英二（バイきんぐ） 滝沢カレン 矢田亜希子                        |                                |
| 47 | 4月30日 | タイ：ギャグみたい早いボートに乗船                           |                                                                  | 小峠英二（バイきんぐ） 滝沢カレン 矢田亜希子                        |                                |
| 47 | 4月30日 | 中国：片道3時間の崖のぼりが必要な絶景宿                      |                                                                  | 小峠英二（バイきんぐ） 滝沢カレン 矢田亜希子                        |                                |
| 47 | 4月30日 | 日本：35度の激ぬるなのに高評価温泉宿                         | アンタッチャブル 髙地優吾（SixTONES）                            | 小峠英二（バイきんぐ） 滝沢カレン 矢田亜希子                        |                                |
| 48 | 5月7日  | フランス：世界遺産・ヴェルサイユ宮殿に泊まれる!?一体いくら!? |                                                                  | 春日俊彰（オードリー） 滝沢カレン 松田好花（日向坂46）              |                                |
| 48 | 5月7日  | 中国：東京タワー超え!超高所の最恐の遊園地                    |                                                                  | 春日俊彰（オードリー） 滝沢カレン 松田好花（日向坂46）              |                                |
| 48 | 5月7日  | インド：超高速回転の移動観覧車                               |                                                                  | 春日俊彰（オードリー） 滝沢カレン 松田好花（日向坂46）              |                                |
| 48 | 5月7日  | アメリカ：誰もが知る超人気キャラがカツアゲ!?                 |                                                                  | 春日俊彰（オードリー） 滝沢カレン 松田好花（日向坂46）              |                                |
| 49 | 5月14日 | 香港：人気屋台街のミシュランスイーツ                         | アンタッチャブル                                                 | 田中卓志（アンガールズ） 滝沢カレン 牧野真莉愛（モーニング娘。'24） |                                |
| 49 | 5月14日 | 中国：マッチョザリガニ                                       |                                                                  | 田中卓志（アンガールズ） 滝沢カレン 牧野真莉愛（モーニング娘。'24） |                                |
| 49 | 5月14日 | タイ：200度の油に手にツッコんで唐揚げを揚げるおじさん        |                                                                  | 田中卓志（アンガールズ） 滝沢カレン 牧野真莉愛（モーニング娘。'24） |                                |
| 49 | 5月14日 | アメリカ：尋常じゃない数のソーダ                             |                                                                  | 田中卓志（アンガールズ） 滝沢カレン 牧野真莉愛（モーニング娘。'24） |                                |
| 49 | 5月14日 | フランス：パリに築地出来た!?                                 |                                                                  | 田中卓志（アンガールズ） 滝沢カレン 牧野真莉愛（モーニング娘。'24） |                                |
| 50 | 5月21日 | 特殊スクール潜入調査in広島                                   | アンタッチャブル 朝日奈央                                        | -                                                                   |                                |
| 51 | 5月28日 | 激アツ!東京下町ツアーin山谷                                  | アンタッチャブル 小峠英二（バイきんぐ） 井上咲楽                 | -                                                                   |                                |
| 52 | 6月4日  | ドバイ 世界一巡りツアー                                      | アンタッチャブル                                                 | 新垣結衣 小杉竜一（ブラックマヨネーズ） 滝沢カレン                  |                                |
| 53 | 6月11日 | ドバイ 世界一巡りツアー                                      | アンタッチャブル                                                 | 滝沢カレン 田中卓志（アンガールズ） 宮近海斗（Travis Japan）        | 15分繰り下げ （21:15 - 22:09） |
| 54 | 6月18日 | サンドウィッチマを癒す全力おもてなしツアーin静岡県清水市     | アンタッチャブル サンドウィッチマン                              | -                                                                   |                                |
| 55 | 7月9日  | 最恐アトラクションin中国                                     | 酒井貴士（ザ・マミィ）                                           | 相武紗季 春日俊彰（オードリー） 酒井貴士（ザ・マミィ） 滝沢カレン   |                                |
| 55 | 7月9日  | フランス凱旋門の地獄                                         |                                                                  | 相武紗季 春日俊彰（オードリー） 酒井貴士（ザ・マミィ） 滝沢カレン   |                                |
| 55 | 7月9日  | 中国の公園がカオス                                           |                                                                  | 相武紗季 春日俊彰（オードリー） 酒井貴士（ザ・マミィ） 滝沢カレン   |                                |
| 55 | 7月9日  | タイのお布施が超進化                                         |                                                                  | 相武紗季 春日俊彰（オードリー） 酒井貴士（ザ・マミィ） 滝沢カレン   |                                |
| 55 | 7月9日  | アメリカの最後の楽園                                         |                                                                  | 相武紗季 春日俊彰（オードリー） 酒井貴士（ザ・マミィ） 滝沢カレン   |                                |
| 56 | 7月16日 | 熊本温泉ツアー                                               | アンタッチャブル 髙地優吾（SixTONES）                            | 陣内智則 滝沢カレン 向井康二（Snow Man）                            |                                |
| 56 | 7月16日 | 10年かけて一人で作った温泉                                   | アンタッチャブル 髙地優吾（SixTONES）                            | 陣内智則 滝沢カレン 向井康二（Snow Man）                            |                                |
| 56 | 7月16日 | 道からまる見え温泉                                           | アンタッチャブル 髙地優吾（SixTONES）                            | 陣内智則 滝沢カレン 向井康二（Snow Man）                            |                                |
| 56 | 7月16日 | 子どもは危険な露天風呂                                       | アンタッチャブル 髙地優吾（SixTONES）                            | 陣内智則 滝沢カレン 向井康二（Snow Man）                            |                                |
| 56 | 7月16日 | タイのモーニングコール超特殊宿                               |                                                                  | 陣内智則 滝沢カレン 向井康二（Snow Man）                            |                                |
| 56 | 7月16日 | インドの鬼怒川温泉そっくり温泉                               |                                                                  | 陣内智則 滝沢カレン 向井康二（Snow Man）                            |                                |
| 57 | 7月23日 | 29億円で月旅行する日本人女性                                 |                                                                  | 小杉竜一（ブラックマヨネーズ） 滝沢カレン 深澤辰哉（Snow Man）      |                                |
| 57 | 7月23日 | 400億円の世界一高額!?なマンションに潜入指令                  |                                                                  | 小杉竜一（ブラックマヨネーズ） 滝沢カレン 深澤辰哉（Snow Man）      |                                |
| 57 | 7月23日 | セレブのパリで日本のおにぎりが高級進化                       |                                                                  | 小杉竜一（ブラックマヨネーズ） 滝沢カレン 深澤辰哉（Snow Man）      |                                |
| 58 | 7月30日 | アンタッチャブルが体張ってますSP                             | アンタッチャブル 香取慎吾 相武紗季 朝日奈央                      | -                                                                   |                                |
| 59 | 8月20日 | 香川県5大讃岐うどん日帰り制覇ツアー                          | アンタッチャブル 小杉竜一（ブラックマヨネーズ） 滝沢カレン       | -                                                                   |                                |
| 60 | 8月27日 | バイきんぐ小峠英二プレゼンツ!横浜・野毛でハシゴ酒            | アンタッチャブル 小峠英二（バイきんぐ） 田中卓志（アンガールズ） | -                                                                   |                                |
| 61 | 9月3日  | 新潟5大ラーメン制覇 仙台おもてなしツアー                     | アンタッチャブル 香取慎吾 サンドウィッチマン                     | -                                                                   | 2時間SP （21:00 - 22:48）      |

## ネット局
| 放送対象地域   | 放送局                    | 系列                                         | 放送期間        | 放送日時           | ネット状況                                                         |
| -------------- | ------------------------- | -------------------------------------------- | --------------- | ------------------ | ------------------------------------------------------------------ |
| 近畿広域圏     | 関西テレビ（KTV）         | フジテレビ系列                               | 2023年4月11日 - | 火曜 21:00 - 21:54 | 制作局                                                             |
| 北海道         | 北海道文化放送（uhb）     | フジテレビ系列                               | 2023年4月11日 - | 火曜 21:00 - 21:54 | 同時ネット                                                         |
| 岩手県         | 岩手めんこいテレビ（mit） | フジテレビ系列                               | 2023年4月11日 - | 火曜 21:00 - 21:54 | 同時ネット                                                         |
| 宮城県         | 仙台放送（OX）            | フジテレビ系列                               | 2023年4月11日 - | 火曜 21:00 - 21:54 | 同時ネット                                                         |
| 秋田県         | 秋田テレビ（AKT）         | フジテレビ系列                               | 2023年4月11日 - | 火曜 21:00 - 21:54 | 同時ネット                                                         |
| 山形県         | さくらんぼテレビ（SAY）   | フジテレビ系列                               | 2023年4月11日 - | 火曜 21:00 - 21:54 | 同時ネット                                                         |
| 福島県         | 福島テレビ（FTV）         | フジテレビ系列                               | 2023年4月11日 - | 火曜 21:00 - 21:54 | 同時ネット                                                         |
| 関東広域圏     | フジテレビ（CX）          | フジテレビ系列                               | 2023年4月11日 - | 火曜 21:00 - 21:54 | 同時ネット                                                         |
| 新潟県         | NST新潟総合テレビ（NST）  | フジテレビ系列                               | 2023年4月11日 - | 火曜 21:00 - 21:54 | 同時ネット                                                         |
| 長野県         | 長野放送（NBS）           | フジテレビ系列                               | 2023年4月11日 - | 火曜 21:00 - 21:54 | 同時ネット                                                         |
| 静岡県         | テレビ静岡（SUT）         | フジテレビ系列                               | 2023年4月11日 - | 火曜 21:00 - 21:54 | 同時ネット                                                         |
| 富山県         | 富山テレビ（BBT）         | フジテレビ系列                               | 2023年4月11日 - | 火曜 21:00 - 21:54 | 同時ネット                                                         |
| 石川県         | 石川テレビ（ITC）         | フジテレビ系列                               | 2023年4月11日 - | 火曜 21:00 - 21:54 | 同時ネット                                                         |
| 福井県         | 福井テレビ （FTB）        | フジテレビ系列                               | 2023年4月11日 - | 火曜 21:00 - 21:54 | 同時ネット                                                         |
| 中京広域圏     | 東海テレビ（THK）         | フジテレビ系列                               | 2023年4月11日 - | 火曜 21:00 - 21:54 | 同時ネット                                                         |
| 島根県・鳥取県 | さんいん中央テレビ（TSK） | フジテレビ系列                               | 2023年4月11日 - | 火曜 21:00 - 21:54 | 同時ネット                                                         |
| 岡山県・香川県 | 岡山放送（OHK）           | フジテレビ系列                               | 2023年4月11日 - | 火曜 21:00 - 21:54 | 同時ネット                                                         |
| 広島県         | テレビ新広島（tss）       | フジテレビ系列                               | 2023年4月11日 - | 火曜 21:00 - 21:54 | 同時ネット                                                         |
| 愛媛県         | テレビ愛媛（EBC）         | フジテレビ系列                               | 2023年4月11日 - | 火曜 21:00 - 21:54 | 同時ネット                                                         |
| 高知県         | 高知さんさんテレビ（KSS） | フジテレビ系列                               | 2023年4月11日 - | 火曜 21:00 - 21:54 | 同時ネット                                                         |
| 福岡県         | テレビ西日本（TNC）       | フジテレビ系列                               | 2023年4月11日 - | 火曜 21:00 - 21:54 | 同時ネット                                                         |
| 佐賀県         | サガテレビ（STS）         | フジテレビ系列                               | 2023年4月11日 - | 火曜 21:00 - 21:54 | 同時ネット                                                         |
| 長崎県         | テレビ長崎（KTN）         | フジテレビ系列                               | 2023年4月11日 - | 火曜 21:00 - 21:54 | 同時ネット                                                         |
| 熊本県         | テレビくまもと（TKU）     | フジテレビ系列                               | 2023年4月11日 - | 火曜 21:00 - 21:54 | 同時ネット                                                         |
| 鹿児島県       | 鹿児島テレビ（KTS）       | フジテレビ系列                               | 2023年4月11日 - | 火曜 21:00 - 21:54 | 同時ネット                                                         |
| 沖縄県         | 沖縄テレビ（OTV）         | フジテレビ系列                               | 2023年4月11日 - | 火曜 21:00 - 21:54 | 同時ネット                                                         |
| 大分県         | テレビ大分（TOS）         | 日本テレビ系列 フジテレビ系列                | 2023年4月11日 - | 火曜 21:00 - 21:54 | 同時ネット                                                         |
| 宮崎県         | テレビ宮崎（UMK）         | フジテレビ系列 日本テレビ系列 テレビ朝日系列 | 2023年4月11日 - | 火曜 21:00 - 21:54 | 同時ネット （スペシャル放送回は後述参照）                          |
| 山口県         | テレビ山口（tys）         | TBS系列                                      | 2023年7月1日 -  | 土曜 11:59 - 12:55 | 遅れネット                                                         |
| 青森県         | 青森放送（RAB）           | 日本テレビ系列                               | 2023年10月1日 - | 日曜 13:10 - 14:05 | 遅れネット                                                         |
| 日本全域       | フジテレビONE             | CS放送                                       | 不定期          | リピート放送あり   | 2024年3月25日から放送開始。詳細はフジテレビONEの公式サイトを参照。 |

- テレビ宮崎では後続の22時台がテレビ朝日水曜21時枠刑事ドラマの遅れネットとなっている関係上、2時間スペシャルの場合はネット返上して別番組に差し替えるか関西テレビからの裏送りで1時間の短縮編集版を放送するかのどちらかの対応が取られる。

## スタッフ

### アンタッチャブルの早速行ってみた
- ナレーター：立木文彦【毎週】、湯浅真由美【不定期】
- 構成：伊藤正宏、佐々木貴博、植田将崇、深見シンジ
- TP：大嶋徹
- SW：堀田香菜美
- カメラ：村山元
- 音声：河田菜央佳
- VE：浅野喬
- 照明：西澤庸浩
- 編集：奥山雄高
- MA：高橋友樹
- 音効：大久保吉久
- 美術P：内藤佳奈子
- デザイン：永井達也
- 美術進行：横山勇
- 技術協力：共テレ、RAFT、千代田ビデオ、FK studio【毎週】、TIMELY Co.LTD、77、VIC【週替り】
- 美術協力：フジアール
- CG：ODDJOB
- 編成：塚越弓平（カンテレ）
- 宣伝：樋口旭（カンテレ）、小林尚美（カンテレ）
- データ分析：梅澤真弘（カンテレ）
- TK：山際慎子
- デスク：安部景子
- AD：野田賛太【毎週】、田中剛喜、牛嶋みなほ、松岡美希、宮澤亜弥、井村祥大、田代雄也、相澤なつみ、藤永夏輝、大塚亮、赤間翔、宮本晃樹、但馬清真、三輪さくら【週替り】
- AP：伊藤瑛梨、大谷真弓、小川瑞稀(樹)、伊藤みず紀【毎週】、嶋唯菜、加藤綾花、金子央、辻本麻莉、内海阿や【週替り】
- ディレクター：渡邉翼（ROFL）、木村諒、清田知宏（つくりて）、芝内竜成、平賀知博、田端裕一、岡本圭太（メディアプルポ）、尾越功（ハンター）、濱口賢治、岡山薫【週替り】
- 演出：太田実（ROFL）、北島清次、栗原憲也（極東電視台）【週替り】
- 総合演出：横田幸介（カンテレ）
- プロデューサー：長野聡（カンテレ）、橋本伸行・渡邊奈津子・原田里美（ROFL）、岡本計（てっぱん）、馬場哉（メディアプルポ）、竹内隆徳（つくりて）、山井貴超・磯貝美佐子（極東電視台）、山下哲（EAST）、柴垣早智子
- 制作協力：ROFL、メディアプルポ、つくりて、極東電視台、EAST（旧・E&W）
- 制作：関西テレビクリエイティブ本部制作局 東京制作部
- 制作著作：カンテレ

### 過去のスタッフ
- 宣伝：中林佳苗（カンテレ）、佐藤英明（カンテレ）

### アンタッチャブるTV
- ナレーター：立木文彦【毎週】、佐々木帆香、湯浅真由美、飯島肇、志田有彩【週替り】
- 構成：伊藤正宏、佐々木貴博、植田将崇、深見シンジ（深見→第15回-）【毎週】、石田ケント（第22回-）【週替り】
- TP・SW：大嶋徹
- カメラ/音声：堀田香菜美【回によって異なる】
- VE：浅野喬
- 音声：河田菜央佳（第2回-）
- 照明：西澤庸浩
- 編集：奥山雄高
- MA：高橋友樹
- 音効：大久保吉久
- 美術P：内藤佳奈子
- デザイン：永井達也
- 美術進行：横山勇
- 技術協力：共テレ、RAFT、千代田ビデオ、FK studio【毎週】、極東電視台、BuLLBuLL【週替り】
- 美術協力：フジアール
- CG：ODDJOB
- イラスト：雑賀建郎
- 編成：塚越弓平（カンテレ、第15回-）
- 宣伝：中村道郎（カンテレ、第4回までと第11回から）、濱中里紗（カンテレ、第5-10回他）【週替り】、中林佳苗（カンテレ）【毎週】
- データ分析：梅澤真弘（カンテレ、第18回-）
- TK：山際慎子
- デスク：安部景子
- AD：大塚亮、田中剛喜、仲本和広、世羅匡央、赤間翔、佐手優斗、関口葵聖来、小田裕生、新地(井村)祥大、太田千陽、松岡美希、金谷瑛璃、牛嶋みなほ、篠宮蓮太朗、大塚柚珠巴、太田優衣、松原臣樹、野田賛太、田代雄也、藤永夏輝、相澤なつみ【週替り】
- AP：伊藤瑛梨、嶋唯菜、小川瑞稀、伊藤みず紀【毎週】、加藤綾花、工藤真大（工藤→以前はAD）、内海阿や、山口由希子、大谷真弓、辻本麻莉【週替り】
- ディレクター：渡邉翼（以前は毎週）、南部剣志（クリーク・アンド・リバー社）、築舘健太（ROFL）、山下桂介、木村諒、岡山薫、平賀知博、坂本浩章、芝内竜成、岩佐将希、濱口賢治、田端裕一（田端→以前はAD）、岡本圭太（メディアプルポ）、高山倖典、斉藤芳之、佐川陽亮、尾越功（ハンター）、細川雄大、藤澤貴之、川口夏季、柿木優輝【週替り】
- ディレクター/演出：北島清次、井上洋平（井上→第19回-）、栗原憲也（極東電視台）【週替り】
- 演出：高田直（第5回-）、太田実（ROFL、以前は毎週演出）、清田知宏（つくりて、第7回-）【週替り】
- 総合演出：横田幸介（カンテレ）
- プロデューサー：長野聡（カンテレ）、渡邊奈津子・橋本伸行（ROFL）、黒﨑健一（第13回までと第19回-）、柴垣早智子（BANBANBAN、第19回-）、岡本計（てっぱん、岡本→第21回-）、岩下英雅（テレビ朝日映像）、山井貴超・磯貝美佐子・竹内隆徳（極東電視台）、馬場哉（メディアプルポ）
- 制作協力：ROFL、メディアプルポ、つくりて、BANBANBAN（BAN→第19回-）、極東電視台
- 制作：関西テレビクリエイティブ本部制作局 東京制作部
- 制作著作：カンテレ

### 過去のスタッフ
- 音効：古川恵未（第3回-）
- 編成：細川陽子（カンテレ、第14回まで）
- プロデューサー︰河原悠樹（第21回-）

### パンドラTV
- ナレーター：立木文彦、佐々木帆香（佐々木→第3回）
- 構成：伊藤正宏、山形遼介（山形→第1,3回）
- 美術プロデューサー：内藤佳奈子（第1回は美術P）
- アートコーディネーター：横山勇
- TD：大嶋徹
- CAM：堀田香菜美
- VE：野瀬かおり（第3回）
- 音声：伊藤裕樹（第2回 - ）
- 照明：斉藤拓己（第3回）
- 編集：奥山雄高、門馬卓哉
- MA：高橋友樹（第3回）
- 音効：大久保吉久（3×7）
- イラスト：雑賀建郎
- CG：ODDJOB
- 技術協力：共テレ、RAFT、千代田ビデオ、FK studio、TIMELY Co.LTD（TIMELY→第3回）
- 美術協力：フジアール
- 協力：タイムズ24株式会社（第3回）
- 編成：田中拓朗（カンテレ）
- 宣伝：姫野健太（カンテレ、第2回 - ）
- AP：小川瑞稀（第3回）
- AD：齋藤圭吾、田中剛喜、鴇田哲実、仲本和広（鴇田→第2回 - ）
- ディレクター：高田直、渡邉翼
- 演出：太田実（ROFL）
- 総合演出：横田幸介（カンテレ）
- プロデューサー：長野聡（カンテレ）、渡邊美津子（ROFL）
- 制作協力：ROFL
- 制作：関西テレビクリエイティブ本部制作局 東京制作部
- 制作著作：カンテレ

#### 過去のスタッフ
- 構成：やまだともカズ（第1回）、佐々木貴博（第1,2回）
- VE：小野寺毅（第1回）、原由樹（第2回）
- 音声：和田啓之（第1回）
- 照明：西澤庸浩（第1回）、石川陽一（第2回）
- MA：土屋翼（第1,2回）
- 技術協力：VIC（第1,2回）
- 映像協力：仙台放送（第2回）
- リサーチ：スコープ（第1,2回）
- 編成：細川陽子（カンテレ、第1回）
- 宣伝：大澤郁予（カンテレ、第1回）
- AD：芳仲真雪子（カンテレ）、加藤圭悟、三原晴希、水島陸（カンテレ）（共に第1回）、芝内竜成（第1,2回）、新地祥大、関口葵聖来、築舘健太、金谷咲希（共に第2回）
- AP：影山早岐（第1,2回）、安立吏穂（第1回）、日野絢介（第2回）
- ディレクター：植田政成（D-REC）、南部剣志（共に第1回）、濱口賢治、髙橋立志（共に第2回）
- プロデューサー：長嶺望（オフィスNY、第2回）